# 北京欢迎你
〈北京欢迎你〉（英語：Beijing Welcomes You）是一首一百名歌手合唱的歌曲。该歌曲由林夕作词、小柯作曲、小柯、陈少琪和余秉翰制作。该歌曲为2008年北京奥运会倒数一百天之际由北京奥组委推出的奥运主题歌曲，于2008年4月17日于首都博物馆举行发布仪式，后收录于《北京2008年奥运会歌曲专辑》。
该歌曲主题为「同一个世界，同一个梦想」，风格融合民谣元素，为北京奥运会歌曲征集活动中最受欢迎的一支作品。

## 演唱者
依出场先后排列：
- 陈天佳
- 刘欢
- 那英
- 孙燕姿
- 孙悦
- 王力宏
- 韩红
- 周华健
- 梁咏琪
- 羽·泉
- 成龙
- 任贤齐
- 蔡依林
- 孙楠
- 周笔畅
- 韦唯
- 黄晓明
- 韩庚
- 汪峰
- 莫文蔚
- 谭晶
- 陈奕迅
- 阎维文
- 戴玉强
- 王霞
- 李双松
- 廖昌永
- 林依轮
- 张娜拉
- 林俊杰
- 阿杜
- 容祖儿
- 李宇春
- 黄大炜
- 陈坤
- 谢霆锋
- 韩磊
- 徐若瑄
- 费翔
- 汤灿
- 林志玲
- 张梓琳
- 张靓颖
- 许茹芸
- 伍思凯
- 杨坤
- 范玮琪
- 游鸿明
- 周晓鸥
- 沙宝亮
- 满文军
- 金海心
- 何润东
- 飞儿乐团
- 庞龙
- 吴克群
- 齐峰
- 5566
- 胡彦斌
- 郑希怡
- 刀郎
- 纪敏佳
- 屠洪刚
- 吴彤
- 郭蓉
- 刘畊宏
- 腾格尔
- 金莎
- 苏醒
- 韦嘉
- 付丽珊
- 黄征
- 房祖名

## MV取景地
- 正阳门
- 国家体育场
- 德胜门
- 北京中山公园
- 普度寺
- 中华世纪坛
- 北京大学
- 北京太庙
- 北京国子监
- 八达岭长城
- 琉璃厂
- 顺义奥林匹克水上公园
- 国家大剧院
- 国家游泳中心
- 北京古观象台
- 北京社稷坛
- 天坛
- 五棵松体育馆
- 北京孔庙
- 什刹海荷花市场
- 首都博物馆
- 北京鼓楼和钟楼
- 北京湖广会馆
- 故宫
- 世贸天阶
- 天安门
- 北京首都国际机场
- 午门
- 中央电视塔
- 北海公园
- 国家体育馆

## 改编版本
由于该歌曲广受欢迎，许多人翻唱并翻拍MV。

### 城市
- 湖北省宜昌市：宜昌视频网站宜昌V网于北京奥运会前夕在宜昌市取景拍摄〈北京欢迎你·宜昌版〉MV。

### 学校
部分学校将该歌曲改编用于庆祝活动，包括：
- 北京市第四中学：〈四中欢迎你〉
- 中山纪念中学：〈纪中欢迎你〉
- 新北市立板桥高级中学：〈板中欢迎你〉（64周年校庆主题曲）
- 新北市立林口高级中学：〈林高欢迎你〉

### 恶搞
- 2008年8月10日，北京奥运男子足球中国队对比利时队小组赛中，中国队后卫谭望嵩在第52分钟对对方球员进行恶意蹬踏，第63分钟队长郑智肘击对方，两人均被红牌罚下，现场出现嘘声。中国队以0比2落败。此前中国球员多次涉及恶意犯规及场上暴力事件，赛后有网友以〈北京欢迎你〉为蓝本改编〈国足欢迎你〉及其MV，以讽刺中国男足表现及当时国家体育总局足管中心主任、足协副主席谢亚龙工作不力[4][5][6][7][8]。
- 因世界经济波动导致中国股市震荡，有网友改编〈北京欢迎你〉为〈股市欢迎你〉，歌词包含「股市欢迎你，在太阳下好好骗你，在大跌中刷新成绩」等调侃内容[9]。
- 针对黑龙江省哈尔滨市翻浆路及道路拥堵问题，东北网网友「万里山河一片红」改编〈北京欢迎你〉为〈哈尔滨欢迎你〉，以讽刺当地现象，并引起其他网友回应，表示歌词反映哈尔滨的实际问题[10]。
- 2009年11月28日，上海举行「摇滚上海2009」活动，乐队顶楼的马戏团压轴演唱〈上海不欢迎你〉，相关影片于中国大陆视频网站流传[11]。
- 广东省广州市为筹办亚运会进行大规模交通改建，有网友改编〈北京欢迎你〉为〈广州欢迎你〉，反映当地交通拥堵情况[12]。
- 2012年伦敦奥运期间，因部分中国运动员遭遇及组织问题，有网友改编〈北京欢迎你〉为讽刺伦敦奥运的〈伦敦玩死你〉及〈伦敦黑死你〉[13][14]。

## 姊妹歌曲
〈北京祝福你〉于2012年7月22日作为〈北京欢迎你〉的姐妹歌曲发布。该曲以伦敦奥运会为契机，展现北京从绿色奥运、人文奥运、科技奥运，向绿色北京、人文北京、科技北京转变，呈现其从「奥运城市」到「世界城市」的精神风貌。

## 争议
该歌曲的作词者林夕于2014年4月出席香港大学现代语言及文化学院香港研究主办的讲座时表示，为〈北京欢迎你〉填词不符合其一贯作词思路和风格，且因匆忙完成该作品，视之为人生污点。